# ترکان (شیراز)
ترکان، روستایی از توابع شهرستان شیراز در استان فارس بوده است که اکنون تحت عنوان شهرک ترکان جزو شیراز و منطقه هفت شهرداری است. این شهرک در انشعابات بلوار اتحاد قرار دارد.

## جمعیت
این روستا در دهستان کفترک قرار داشته است و براساس سرشماری مرکز آمار ایران در سال ۱۳۸۵، جمعیت آن ۲٬۶۸۵ نفر (۷۲۶خانوار) بوده‌است.